# ماتشيليباتنام
ماتشيليباتنام هي مدينة، في الهند، والإمبراطورية البرتغالية، تقع في كريشنا، بلغ عدد سكانها 169,892 نسمة، تبلغ مساحتها 8,727 كيلومتر مربع، رمزها البريدي هو 521001.

## المناخ
يظهر الجدول التالي التغييرات المناخية على مدار السنة لماتشيليباتنام:
| البيانات المناخية لـماتشيليباتنام | البيانات المناخية لـماتشيليباتنام | البيانات المناخية لـماتشيليباتنام | البيانات المناخية لـماتشيليباتنام | البيانات المناخية لـماتشيليباتنام | البيانات المناخية لـماتشيليباتنام | البيانات المناخية لـماتشيليباتنام | البيانات المناخية لـماتشيليباتنام | البيانات المناخية لـماتشيليباتنام | البيانات المناخية لـماتشيليباتنام | البيانات المناخية لـماتشيليباتنام | البيانات المناخية لـماتشيليباتنام | البيانات المناخية لـماتشيليباتنام | البيانات المناخية لـماتشيليباتنام |
| الشهر                             | يناير                             | فبراير                            | مارس                              | أبريل                             | مايو                              | يونيو                             | يوليو                             | أغسطس                             | سبتمبر                            | أكتوبر                            | نوفمبر                            | ديسمبر                            | المعدل السنوي                     |
| --------------------------------- | --------------------------------- | --------------------------------- | --------------------------------- | --------------------------------- | --------------------------------- | --------------------------------- | --------------------------------- | --------------------------------- | --------------------------------- | --------------------------------- | --------------------------------- | --------------------------------- | --------------------------------- |
| الدرجة القصوى °م (°ف)             | 32.4 (90.3)                       | 34.6 (94.3)                       | 38.1 (100.6)                      | 41.8 (107.2)                      | 46.5 (115.7)                      | 45.4 (113.7)                      | 40.8 (105.4)                      | 38.6 (101.5)                      | 36.8 (98.2)                       | 37.2 (99.0)                       | 33.3 (91.9)                       | 33.0 (91.4)                       | 46.5 (115.7)                      |
| متوسط درجة الحرارة الكبرى °م (°ف) | 28.5 (83.3)                       | 30.2 (86.4)                       | 32.5 (90.5)                       | 34.6 (94.3)                       | 37.3 (99.1)                       | 36.7 (98.1)                       | 33.7 (92.7)                       | 32.6 (90.7)                       | 32.5 (90.5)                       | 31.6 (88.9)                       | 30.1 (86.2)                       | 28.8 (83.8)                       | 32.4 (90.4)                       |
| المتوسط اليومي °م (°ف)            | 23.8 (74.8)                       | 25.5 (77.9)                       | 27.5 (81.5)                       | 30.2 (86.4)                       | 32.4 (90.3)                       | 32.4 (90.3)                       | 29.7 (85.5)                       | 29.0 (84.2)                       | 28.9 (84.0)                       | 27.8 (82.0)                       | 25.8 (78.4)                       | 24.3 (75.7)                       | 28.1 (82.6)                       |
| متوسط درجة الحرارة الصغرى °م (°ف) | 19.0 (66.2)                       | 20.8 (69.4)                       | 22.6 (72.7)                       | 25.7 (78.3)                       | 27.5 (81.5)                       | 27.0 (80.6)                       | 25.6 (78.1)                       | 25.4 (77.7)                       | 25.3 (77.5)                       | 24.0 (75.2)                       | 21.6 (70.9)                       | 19.9 (67.8)                       | 23.7 (74.7)                       |
| أدنى درجة حرارة °م (°ف)           | 14.0 (57.2)                       | 15.6 (60.1)                       | 17.3 (63.1)                       | 17.8 (64.0)                       | 17.6 (63.7)                       | 21.0 (69.8)                       | 18.8 (65.8)                       | 18.8 (65.8)                       | 18.1 (64.6)                       | 17.8 (64.0)                       | 15.3 (59.5)                       | 14.6 (58.3)                       | 14.0 (57.2)                       |
| الهطول مم (إنش)                   | 2 (0.1)                           | 7 (0.3)                           | 6 (0.2)                           | 10 (0.4)                          | 35 (1.4)                          | 117 (4.6)                         | 195 (7.7)                         | 184 (7.2)                         | 167 (6.6)                         | 242 (9.5)                         | 86 (3.4)                          | 19 (0.7)                          | 1٬070 (42.1)                      |
| متوسط الأيام الممطرة              | 0.5                               | 0.6                               | 0.5                               | 0.8                               | 2.2                               | 7.7                               | 13.8                              | 12.6                              | 10.4                              | 9.2                               | 5.6                               | 1.2                               | 65.1                              |
| متوسط الرطوبة النسبية (%)         | 76                                | 75                                | 73                                | 73                                | 66                                | 62                                | 72                                | 74                                | 78                                | 79                                | 75                                | 75                                | 73                                |
| المصدر #1: NOAA (1971–1990)       |                                   |                                   |                                   |                                   |                                   |                                   |                                   |                                   |                                   |                                   |                                   |                                   |                                   |
| المصدر #2: Climate-Data.org       |                                   |                                   |                                   |                                   |                                   |                                   |                                   |                                   |                                   |                                   |                                   |                                   |                                   |

## أعلام
- راجو رام